# Lista dos clubes navais dos Açores
Esta é uma lista de clubes náuticos e navais dos Açores.

## Ilha das Flores
- Clube Naval de Lajes das Flores
- Clube Naval de Santa Cruz das Flores

## Ilha do Faial
- Clube Naval da Horta

## Ilha do Pico
- Clube Naval da Madalena do Pico
- Clube Naval de São Roque do Pico
- Clube Naval de São Mateus
- Clube Náutico das Lajes do Pico
- Clube Naval da Madalena
- Clube Náutico de Santa Cruz
- Clube Náutico Aliança Calhetense

## Ilha de São Jorge
- Clube Naval das Velas

## Ilha Graciosa
- Clube Naval da Ilha Graciosa

## Ilha Terceira
- Clube Naval da Praia da Vitória
- Clube Náutico de Angra do Heroísmo
- Angra Iate Clube
- Clube Naval de São Mateus da Calheta

## Ilha de São Miguel
- Clube Naval de Ponta Delgada
- Clube Náutico de Lagoa
- Clube Naval de Vila Franca do Campo
- Clube Naval da Povoação
- Clube Naval de Rabo de Peixe

## Ilha de Santa Maria
- Clube Naval de Santa Maria